# Catherine Stihler
Catherine Stihler (ur. 30 lipca 1973 w Bellshill) – brytyjska i szkocka polityk, posłanka do Parlamentu Europejskiego V, VI, VII i VIII kadencji.

## Życiorys
W 1996 uzyskała tytuł magistra w zakresie rozszerzonym z dziedziny geografii i stosunków międzynarodowych na Uniwersytecie w St Andrews, a dwa lata później (na tym samym uniwersytecie) z dziedziny literatury. W 2002 została redaktorem naczelnym dwutygodnika „Parlament”. Członkini organizacji Amicus oraz Towarzystwa Fabiańskiego.
Od 1993 do 1995 była przedstawicielką młodzieży w szkockim, a od 1995 do 1997 krajowym komitecie wykonawczym Partii Pracy. W 1997 bez powodzenia kandydowała do parlamentu w okręgu Angus. W 1999 uzyskała mandat deputowanej do Parlamentu Europejskiego, w 2004, 2009 i 2014 z powodzeniem ubiegała się o reelekcję.
Od 2014 pełniła również funkcję rektora Uniwersytetu w St Andrews. W styczniu 2019 odeszła z Europarlamentu w związku z powołaniem na dyrektora generalnego organizacji Open Knowledge International.